# Apogonichthyoides taeniatus
Apogonichthyoides taeniatus is een straalvinnige vissensoort uit de familie van de kardinaalbaarzen (Apogonidae). De wetenschappelijke naam van de soort is voor het eerst geldig gepubliceerd in 1828 door Cuvier.

## Leefomgeving
Apogon taeniatus is een zoutwatervis. De soort komt voor in subtropische wateren in de Indische Oceaan en de Rode Zee op een diepte van 5 tot 20 meter.

## Relatie tot de mens
In de hengelsport wordt er weinig op de vis gejaagd.